# 알도 두스체르
알바로 "알도" 페드로 두스체르(스페인어: Álvaro "Aldo" Pedro Duscher, 1979년 3월 22일, 에스켈 ~)는 아르헨티나의 전직 축구 선수로, 현역 시절 수비형 미드필더로 활약했다.
신체적 능력과 현장에서의 존재감으로 알려진 그는 오스트리아 이중국적자로, 현역 시절 대부분을 스페인에서 보냈는데, 4개 구단에서 총 338번의 공식 경기에 출장했고, 이 중 대부분 출전은 데포르티보 소속으로 기록했다.
11년 동안, 두스체르는 총 247번의 라 리가 경기에 출전해 5골을 넣었다. 그는 또한 포르투갈의 스포르팅 리스본에서 2년동안 활약하기도 했다.

## 클럽 경력
추부트 주 에스켈 출신인 두스체르는 1996년에 뉴얼스 올드 보이스 소속으로 프로 무대 신고식을 치렀다. 1998년에 19세가 된 그는 유럽으로 건너가 스포르팅 리스본에 입단하였고, 2년차에 프리메이라리가 우승을 거두었다.
두스체르는 이후 €13M에 데포르티보로 이적하였다. 1년차에 라 리가 5경기 출전에 그친 그는 이후에 브라질 출신 노장 마우루 시우바를 대신할 기대주로 낙점되어 출전 기회를 더 잡았다. 2002년 4월 10일, 그는 맨체스터 유나이티드와의 챔피언스리그 경기에서 데이비드 베컴을 넘어뜨려 중족골 부상을 입혔고, 그로 인해 베컴은 월드컵 출전을 날려버릴 뻔하기도 했다.
비록 그는 주전 미드필더로 도약했지만, 두스체르의 데포르 계약은 2007년에 만료되었고, 7월에 라싱 산탄데르로 이적하여 2007-08 시즌에 구단의 역사적인 UEFA컵 진출을 이룩했다. 2007년 12월 9일, 3-1로 이긴 마요르카와의 안방 경기에서, 그는 스페인 리그 1부 리그 활약 8년 만에 마수걸이골을 기록했다.
2008년 8월, 두스체르는 세비야와의 3년 계약에 합의를 보았다. 2009년 2월 4일, 그는 2-1로 이긴 아틀레틱 빌바오와의 준결승 1차전 안방 경기에서 안달루시아 연고 구단 소속으로 첫 골을 기록했으나, 합계 2-4로 지면서 빛이 바랬다.
2009-10 시즌, 세비야는 리그를 4위로 마감해 챔피언스리그 진출권을 확보했지만, 그는 불과 10경기(3경기만 90분 소화) 출장에 그쳤다. 그 후, 그는 계약을 해지하고 리그의 다른 구단 에스파뇰과 1년 계약을 체결했다.
2011년 7월 말, 두스체르는 에콰도르의 바르셀로나 과야킬에 1년 임대로 합류했다. 이듬해, 에스파뇰에서 방출된 후, 그는 키프로스 1부 리그의 에노시스 네온에 몸을 담았고, 이곳에서 단 3개월 머물렀다.
2013년 2월 초, 두스체르는 그리스의 베리아로 이적했다. 그러나, 그는 구단의 공식 경기에 출전하지 못하고 얼마 지나지 않아 34세에 현역 은퇴했다.

## 국가대표팀 경력
두스체르는 2005년에 아르헨티나 국가대표팀 경기에 딱 3번 출전했다.